# Juan Gregorius
Juan Gregorius (Curaçao, 23 juni 1932 – Tera Corá, Curaçao, 4 januari 2005) was een Nederlands honkballer die uitkwam als pitcher. Hij was de langste pitcher (2 m 2) uit Curaçao. Zijn bijnaam Chiquitin ("klein mannetje") was bedoeld als tongue-in-cheek humor.
Gregorius kwam uit als pitcher in Curaçao voor de club Lucky Strike en later de White Horse Sluggers en speelde in 1955 vier wedstrijden voor het nationale team van de Nederlandse Antillen tijdens de Pan American Games in 1955. Hij behaalde hier een ERA van 9.42. Als slagman kwam hij tienmaal aan slag en sloeg twee honkslagen en een tweehonkslag. In 1959 kwam hij uit voor de Antillen tijdens de Central American and Caribbean Games en nam tevens deel aldaar in een aantal atletiekwedstrijden. Gregorius speelde tot op late leeftijd. In 1975 kwam hij als veteraan nog uit tijdens een benefietwedstrijd als pitcher en vijfde slagman in Vredenberg. Op zondag 30 maart 1979 opende hij de AA-competitie op Curacao  door het gooien van de eerste bal.
Gregorius was getrouwd met Rose El Cornet en kreeg samen met haar negen kinderen. Hij is de vader van Johannes Gregorius (Didi Gregorius sr.) die uitkwam als pitcher in Nederland en Curaçao en via hem grootvader van de broers infielders Didi Gregorius jr. en Johnny Gregorius. Hij overleed aan de gevolgen van een beroerte te Tera Kora op drieënzeventigjarige (73) leeftijd.